# Крочице (гмина)
Крочице (пол. Kroczyce) — сельская гмина (волость) в Польше, входит как административная единица в Заверценский повет, Силезское воеводство. Население — 6212 человек (на 2004 год).

## Демография
| Перепись                       | Всего   | Всего | Женщины | Женщины | Мужчины | Мужчины |
| ------------------------------ | ------- | ----- | ------- | ------- | ------- | ------- |
| Единицы                        | человек | %     | человек | %       | человек | %       |
| Население                      | 6212    | 100   | 3094    | 49,8    | 3118    | 50,2    |
| Плотность населения (чел./км²) | 56,4    | 56,4  | 28,1    | 28,1    | 28,3    | 28,3    |

## Сельские округа
1. Бяла-Блотна
2. Броварек
3. Дзибице
4. Доброгощыце
5. Голуховице
6. Хута-Шкляна
7. Костковице
8. Крочице-Окупне
9. Крочице-Старе
10. Льгота-Мурована
11. Льготка
12. Подлесице
13. Пясечно
14. Прадла
15. Пшилубско
16. Сямошице
17. Седлишовице
18. Семенжице
19. Шиповице
20. Тшцинец

## Соседние гмины
1. Гмина Ижондзе
2. Гмина Негова
3. Гмина Огродзенец
4. Гмина Пилица
5. Гмина Щекоцины
6. Гмина Влодовице
7. Заверце